# ريان براولي
ريان براولي (بالإنجليزية: Ryan Brawley)‏ مواليد 2 فبراير 1986 في اسكتلندا، هو ملاكم محترف بريطاني يصنف ضمن فئة الوزن الخفيف.

## إحصائيات
خاض خلال مسيرته 17 نزالا، فاز في 16 ولم يتعادل وخسر في 1. فاز بالضربة القاضية في نزال واحد.

## روابط خارجية
- ريان براولي على موقع بوكس ريك (الإنجليزية) (registration required)